# 城北信用組合
城北信用組合（じょうほくしんようくみあい）は、かつて東京都文京区に本店を置いていた信用組合。統一金融機関コードは2262で、合併前時点の店舗数は5店舗だった2009年10月13日をもって、中ノ郷信用組合に合併され、解散した。

## 沿革
- 1922年11月　有限責任小石川信用購買利用組合として設立
- 1937年5月　保証責任城北信用組合に改称
- 1950年3月　城北信用組合に改称
- 2009年10月13日　中ノ郷信用組合に合併、解散（合併と同時に、旧：城北信組本店は「中ノ郷信組小石川支店」に、旧：城北信組江戸川支店は「中ノ郷信組江戸川橋支店」に、それぞれ改称された）。